# Francisco Camerino
Francisco Camerino de Azevedo, mais conhecido como Francisco Camerino ou apenas Camerino (Estância, 21 de agosto de 1841 — Paraguai, 22 de setembro de 1866) foi um voluntário paisano reconhecido como herói na Guerra do Paraguai, onde lutou e morreu aos 25 anos vítima de ferimentos em batalha.
Um verdadeiro herói sergipano, Francisco Camerino, poeta e guerreiro, natural de Arauá, à época pertencente ao município de Estância, em Sergipe, teve uma vida marcante quando voluntário combatente na Guerra do Paraguai, integrando o segundo corpo do exército imperial sob o comando do general Manuel Marques de Souza. Ferido em batalha, perdeu os dois braços e enquanto era submetido a cirurgia, sem ser anestesiado, recitava estrofe do poeta português Tomás Ribeiro: “Ou morre o homem na lida, feliz coberto de glória, ou surge um homem com vida, mostrando em cada ferida o hino de uma vitória”.
Na grande guerra entre o Brasil e o Paraguai (1865-1870), lutaram 2.762 soldados sergipanos do Exército, do Corpo de Polícia e da Armada (Marinha), destacando-se o coronel Oliveira Valadão, o Visconde de Maracaju, o major Gonsalo Paes Azevedo e o soldado Francisco Camerino, que com apenas 16 anos seguiu para a linha de frente, ficando conhecido como "herói paisano" devido à bravura com que lutou na Batalha de Curuzu (1866); sendo morto no ataque à forte de Curupaiti atingido por um estilhaço de granada.

## Biografia
Francisco Camerino, O Voluntário-paisano – Filho legitimado do cônego Antonio Luiz de Azevedo e D. Jacinta Clotilde do Amor Divino, nasceu a 21 de agosto de 1841 no engenho Palmeira, município da Estância, e faleceu a 22 de setembro de 1866 em frente à fortaleza de Curupaiti, na república do Paraguai. Dos 10 aos 14 anos de idade freqüentou na Estância as aulas do ensino primário e parte do secundário, regidas pelo professor Florentino Teles de Menezes, cujas lições interrompeu à falta dos imprescindíveis recursos para continuar nos estudos. Suas precárias condições de pobreza obrigaram-lhe a separar-se da família, partindo a 20 de fevereiro de 1855 para a capital da Bahia, em busca de trabalho remunerador, que dificilmente encontraria na terra natal. Inteligente e ativo fez ali rápido progresso como auxiliar do comércio, devendo às suas provadas aptidões ser em breve admitido como guarda-livros de acreditado estabelecimento comercial. Quando em 1865 o Brasil, sentindo-se ultrajado pelo Paraguai, teve de incitar o patriotismo de seus filhos para desagravar-se da afronta recebida, o bravo estanciano decidido a marchar para a guerra, incorporou-se ao batalhão de sua terra, na passagem pela Bahia, partindo para o campo da honra, onde lhe estava reservada morte gloriosa, combatendo em defesa da pátria. Ligado à sorte do corpo militar a que se agregou como simples soldado particular, fora da fileira, marchou para o Sul em demanda das hostes inimigas. Invadido o território paraguaio pelo 2º Corpo do Exército, sob o comando do barão de Porto Alegre, chocaram-se as forças beligerantes em Curuzu a 2 de setembro de 1866 e nesse primeiro encontro com o inimigo o voluntário paisano portou-se com heróica coragem, combatendo ao lado do batalhão sergipano.
Prosseguindo na sua marcha vitoriosa, Porto-Alegre, animado pelo feito d’armas de Curuzu, enfrentou a 22 do mesmo mês a formidável fortaleza de Curupaiti e se decidiu atacá-la. Sem mediar tempo entre a arrojada resolução e a ordem de preparar para combate, dada a voz de assalto, o Exército moveu-se como um só homem, travou-se a luta; os nossos soldados investiram contra as trincheiras da mole sinistra indiferentes à chuva de balas que sibilavam por sobre suas cabeças. De momento, após meia hora de combate, o bravo de Curuzu, ao transpor intrepidamente o primeiro entrincheiramento, é atingido por um estilhaço de granada, que lhe dilacerou as carnes, produzindo horríveis ferimentos. Conduzido para o hospital de sangue com as apórfises espinhais das vértebras dorsais e lombais inteiramente descobertas, foi de causar pasmo a serenidade de rosto com que resistiu ao completo esfacelamento do seu corpo. Estendido sobre a mesa das operações cirúrgicas, não permitiu ser cloroformizado no momento de fazer-se a amputação de ambos os braços, enquanto as energias do seu espírito forte já fossem a pouco e pouco desfalecendo ante a intensidade de tantas dores mortais. Com a alma depurada no crisol do sofrimento, o mártir da pátria, sentindo aproximar-se a hora suprema de desprender-se da vida, volveu o olhar para o quadro desolador dos imolados à sanha da guerra e com a calma dos estóicos e voz rítmica recitou a conhecida estrofe do poema. “D. Jaime”, de Thomaz Ribeiro: “Ou morre o homem na lida, feliz coberto de glória, ou surge um homem com vida, mostrando em cada ferida o hino de uma vitória.”
E assim terminou o poema da sua curta mas gloriosa existência oferecida com heróico desprendimento em holocausto à terra sagrada do berço. Figura cavalheiresca, de porte altivo e invejável destaque no meio das forças de terra calculadas em cerca de 136.800 homens enviados ao Paraguai, o soldado paisano, único no seu grandioso papel de livre atirador, personificou no teatro da guerra todo o patriotismo brasileiro no mais alto grau de sua sublime grandeza. A história pela pena de ilustres escritores imortalizou o seu nome, inscrevendo-o nas suas páginas de ouro. Entre eles prestou à memória do herói um preito de rigorosa justiça, José Artur Montenegro, nos seguintes termos extraídos do seu livro “Fragmentos Históricos”: “Patriota exaltado, sentiu fundo a afronta paraguaia e, tomando lugar entre os primeiros cidadãos que gruparam-se em torno do pendão nacional para desafronta da pátria, correu à fronteira com esses abnegados heróis, hoje olvidados pela geração moderna, que a inspiração do gabinete Furtado chamou “Voluntários da Pátria”. Exemplo único nos anais da porfiada campanha, não se alistou em corpo algum; cumpriu alevantado dever cívico, sem entregar os pulsos à pesada cadeia disciplinar. Nada percebia dos cofres públicos: os alimentos e a própria munição que gastava nos combates adquiria com os recursos próprios de sua modesta bolsa. Armado de magnífica carabina, atirando com rara perícia, entrava em fogo na frente do 8º de Voluntários, entusiasmando a soldadesca com o exemplo e com a palavra inspirada do gênio. Ao lado daquele moço de 23 anos, imberbe quase, figura extremamente bela, simpática, insinuante, que batia-se com valor admirável, que afrontava os perigos com estóica abnegação, os fracos criavam brio, os covardes retemperavam-se, dando razão ao poeta: “Medo tem toda a gente,
Saber disfarçar é ser valente.”
Como o autor citado, outros afirmaram ter sido o Bayard sergipano, poeta distinto de ardente imaginação. Há nesta asserção um puro engano, completo erro de apreciação. É certo que ele era apaixonado pela poesia, mas não consta que em tempo algum tivesse composto versos. Foram seus historiadores, além do Montenegro, Severiano Cardoso, Pedro de Calasans, Alberto Deodato, Virgílio Cardoso de Oliveira, Marechal José Bernardino Bormann, etc.

## Homenagens

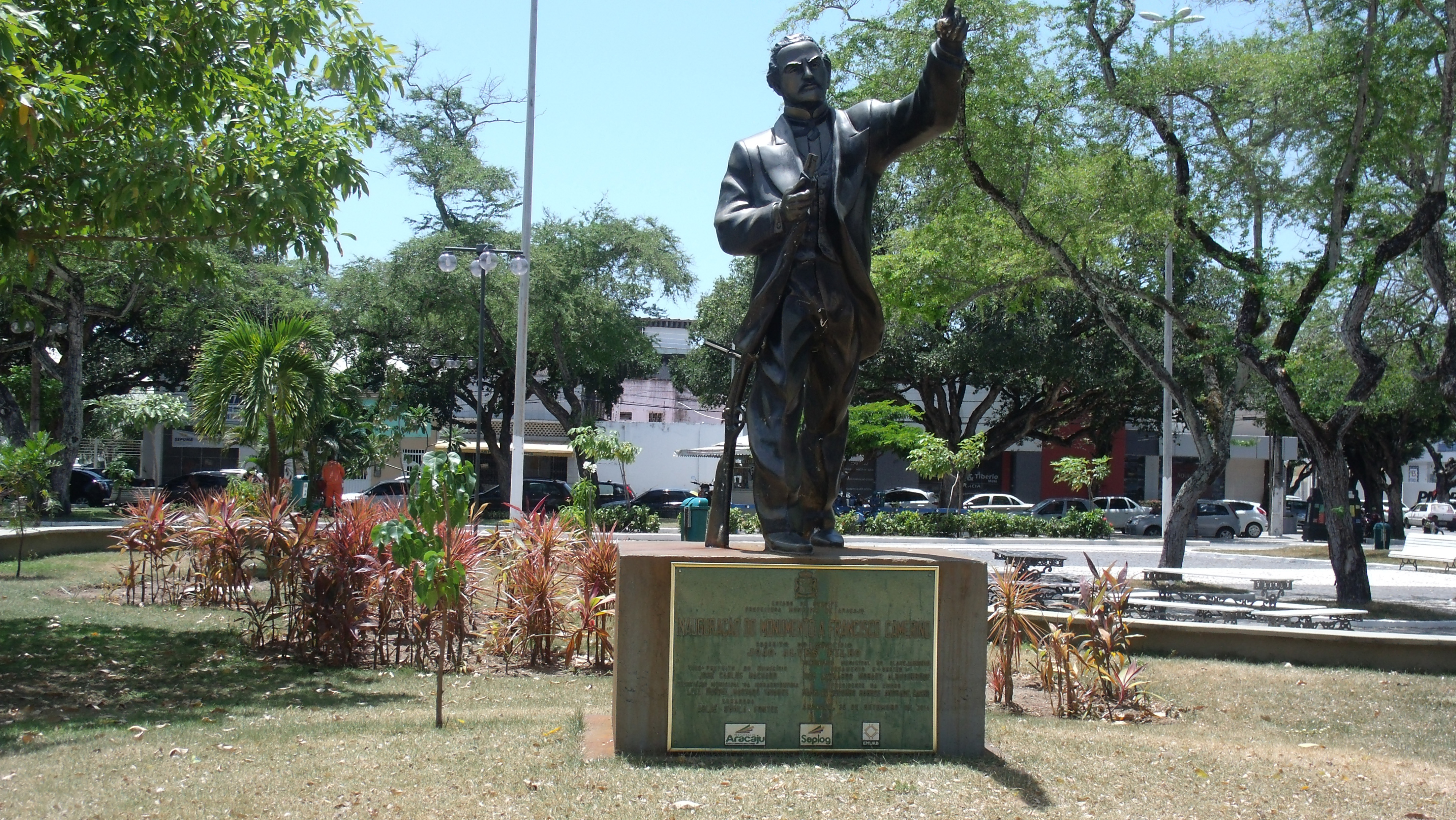
Escultura de Camerino, que compõe a decoração e o patrimônio da praça que leva o seu nome.

A Praça Camerino, uma das mais antigas da cidade de Aracaju, criada pela lei 39 de 11 de Abril de 1951, faz menção a Francisco Camerino, que dá nome à praça. Já em 30 de setembro de 2014, a localidade recebe a estátua de Camerino. A escultura de cobre foi encomendada pela Fundação Cultural Cidade de Aracaju (Funcaju) e pela Secretaria Municipal de Planejamento Orçamento e Gestão (Seplog).
Ainda na capital sergipana, o Colégio “Francisco Camerino”, antes chamado de Educandário Francisco Camerino, foi fundado em 16 de maio de 1953, por Ruth Lima de Andrade. A escolha do nome da escola se deu em homenagem ao ilustre sergipano, o soldado Francisco Camerino de Azevedo, conhecido como “herói Paisano”, que destacou-se pela sua bravura nas batalhas em que lutou.
Camerino também é um logradouro do tipo rua, localizada no bairro Centro pertencente a cidade de Rio de Janeiro no estado de Rio de Janeiro. Originalmente chamada Rua do Valongo e depois Imperatriz, a rua teve seu nome modificado e desde  21 de fevereiro de 1890 – teve a denominação de Rua Camerino, em memória do voluntário da pátria Francisco Camerino de Azevedo.
Em homenagem à sua memória foi inaugurado solenemente a 24 de outubro de 1922 o seu retrato no quartel do 2º Regimento de Infantaria na Vila Militar, estacionado na Capital Federal.